# Elies Rogent
Elies Rogent i Amat (* 6. Juli 1821 in Barcelona; † 21. Februar 1897 in Barcelona) war ein katalanischer Architekt und bedeutender Vordenker des Modernisme.
Zunächst besuchte Rogent die Architekturklasse der Escola de la Llotja in Barcelona, bevor er an die Architekturschule nach Madrid wechselte, wo er im Jahre 1848 seinen Abschluss machte. Als Bewunderer von Eugène Viollet-le-Duc entwickelte er ein großes Interesse für die Architektur der Gotik und Romanik und erwarb auf diesen Gebieten auf ausgedehnten Studienreisen durch Katalonien umfangreiche Kenntnisse.
Ab 1871 war Rogent Direktor der Escola d’Arquitectura de Barcelona. Dort gehörten zu seinen Schülern u. a. Lluís Domènech i Montaner und Antoni Gaudí. Über letzteren hatte er nach dessen Abschluss den inzwischen berühmten Satz gesagt: „Wer weiß, ob wir den Titel einem Verrückten oder einem Genie gegeben haben – nur die Zeit wird es uns sagen.“
1887 beauftragte ihn der Bürgermeister von Barcelona, Francesc Rius i Taulet, mit der Planungsleitung der Weltausstellung 1888, die durch Baufehler bedrohlich in Verzug gekommen war. Er nahm erhebliche Änderungen am ursprünglichen Konzept der Ausstellung von Josep Fontserè i Mestre vor und schaffte es, das ambitionierte Projekt in Rekordzeit rechtzeitig zur Eröffnung fertigzustellen. Inspiriert von den Ideen der Renaixença bestand er darauf, nur einheimische Architekten zu beauftragen sowie ausschließlich mit traditionellen Materialien zu bauen. Unter seiner Gesamtplanung entstandenen so der Arc de Triomf („Triumphbogen“) von Josep Vilaseca i Casanovas und das als Castell dels Tres Dragons („Burg der drei Drachen“) bekannte Café-Restaurant des Ausstellungsgeländes, heute das Zoologische Museum, von Lluís Domènech i Montaner – die beiden ersten richtungsweisenden Bauten des katalanischen Jugendstils.

## Werke

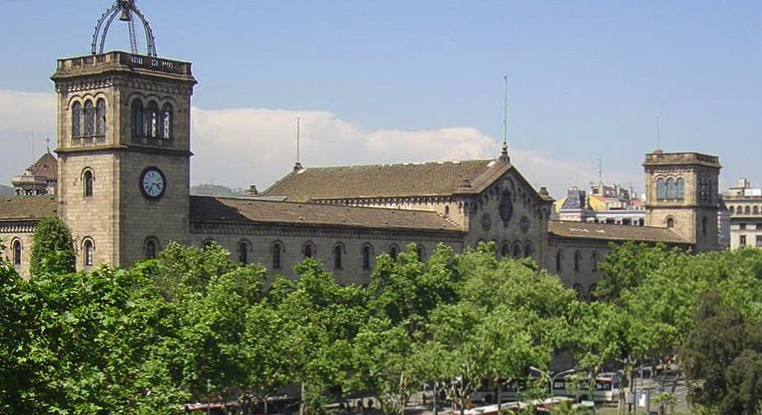
Universität von Barcelona

Zu seinen bedeutendsten Werken gehören:
- 1858 Gefängnis von Mataró
- 1865 Staudamm von Vallvidrera
- 1868 Casa Arnús am Passeig de Gràcia in Barcelona
- 1870 Casa Almirall in der Carrer Pelai in Barcelona
- 1873 Universität von Barcelona
- 1877 Magatzems Generals am Hafen von Barcelona
- 1878 Seminari Conciliar in Barcelona

Darüber hinaus leitete er zahlreiche Restaurierungsarbeiten, u. a.:
- 1852 Restaurierung des Kreuzgangs des Klosters von Sant Cugat del Vallès
- 1854 Restaurierung des Kreuzgangs des Klosters Santa Maria de Montserrat
- 1886 Restaurierung des Klosters Santa Maria de Ripoll.

| Personendaten    | Personendaten           |
| ---------------- | ----------------------- |
| NAME             | Rogent, Elies           |
| ALTERNATIVNAMEN  | Rogent i Amat, Elies    |
| KURZBESCHREIBUNG | katalanischer Architekt |
| GEBURTSDATUM     | 6. Juli 1821            |
| GEBURTSORT       | Barcelona               |
| STERBEDATUM      | 21. Februar 1897        |
| STERBEORT        | Barcelona               |